# Crinum wattii
Crinum wattii är en amaryllisväxtart som beskrevs av John Gilbert Baker. Crinum wattii ingår i släktet Crinum, och familjen amaryllisväxter. Inga underarter finns listade i Catalogue of Life.